# Mvumi Makulu
Mvumi Makulu è una circoscrizione rurale (rural ward) della Tanzania situata nel distretto di Chamwino, regione di Dodoma. Conta una popolazione di 7 460 abitanti (censimento 2012).